# Sign of the Hammer
Sign of the Hammer – czwarty album grupy Manowar. Został nagrany na tej samej sesji nagraniowej co Hail to England i tak jak on wydany w roku 1984.

## Lista utworów
1. "All Men Play On 10" – (DeMaio) 3:54
2. "Animals" – (DeMaio) 3:35
3. "Thor (The Powerhead)" – (DeMaio) 5:22
4. "Mountains" – (DeMaio) 7:40
5. "Sign of the Hammer" – (DeMaio) 4:16
6. "The Oath" – (Ross the Boss/DeMaio) 4:50
7. "Thunderpick" – (DeMaio) 3:33
8. "Guyana (Cult of the Damned)" – (DeMaio) 7:06

## Twórcy
- Eric Adams – śpiew
- Joey DeMaio – gitara basowa
- Ross The Boss – gitara elektryczna, keyboard
- Scott Columbus – perkusja